# Albertville (Minnesota)
Albertville es una ciudad ubicada en el condado de Wright en el estado estadounidense de Minnesota. En el Censo de 2010 tenía una población de 7044 habitantes y una densidad poblacional de 585,76 personas por km².

## Geografía
Albertville se encuentra ubicada en las coordenadas 45°14′10″N 93°39′46″O / 45.23611, -93.66278. Según la Oficina del Censo de los Estados Unidos, Albertville tiene una superficie total de 12.03 km², de la cual 11.32 km² corresponden a tierra firme y (5.86%) 0.7 km² es agua.

## Demografía
Según el censo de 2010, había 7044 personas residiendo en Albertville. La densidad de población era de 585,76 hab./km². De los 7044 habitantes, Albertville estaba compuesto por el 91.55% blancos, el 2.47% eran afroamericanos, el 0.33% eran amerindios, el 3.04% eran asiáticos, el 0.03% eran isleños del Pacífico, el 0.6% eran de otras razas y el 1.99% pertenecían a dos o más razas. Del total de la población el 2.8% eran hispanos o latinos de cualquier raza.